# Palmarito (Aramendi)
Pour les articles homonymes, voir Palmarito.
Palmarito est la capitale de la paroisse civile d'Aramendi dans la municipalité de Páez dans l'État d'Apure au Venezuela. Elle est située sur la rive droite et sud du río Apure, qui constitue la frontière naturelle avec l'État voisin de Barinas.